# South Jacksonville
South Jacksonville es una villa ubicada en el condado de Morgan en el estado estadounidense de Illinois. En el Censo de 2010 tenía una población de 3331 habitantes y una densidad poblacional de 547,75 personas por km².

## Geografía
South Jacksonville se encuentra ubicada en las coordenadas 39°41′57″N 90°13′26″O / 39.69917, -90.22389. Según la Oficina del Censo de los Estados Unidos, South Jacksonville tiene una superficie total de 6.08 km², de la cual 5.93 km² corresponden a tierra firme y (2.47%) 0.15 km² es agua.

## Demografía
Según el censo de 2010, había 3331 personas residiendo en South Jacksonville. La densidad de población era de 547,75 hab./km². De los 3331 habitantes, South Jacksonville estaba compuesto por el 96.13% blancos, el 1.62% eran afroamericanos, el 0.09% eran amerindios, el 0.48% eran asiáticos, el 0% eran isleños del Pacífico, el 0.54% eran de otras razas y el 1.14% pertenecían a dos o más razas. Del total de la población el 0.9% eran hispanos o latinos de cualquier raza.